# Gatwicks flygplats
Gatwicks flygplats (IATA: LGW, ICAO: EGKK) är den näst största flygplatsen i Storbritannien. Flygplatsen är belägen i Crawley, West Sussex cirka 45 km söder om centrala London.  
Gatwick är den näst största flygplatsen som betjänar London-området och är viktig som avlastning till hårt trafikerade Heathrow. Den är världens största flygplats med endast en aktiv startbana (det finns egentligen två startbanor, men de ligger för nära varandra för att få användas samtidigt och normalt används bara den längsta).

## Flygbolag
Från Gatwick flyger totalt 60 flygbolag, exempelvis Delta Air Lines, British Airways, China Southern Airlines, Emirates och Lufthansa.

## Trafik
År 2015 blev Gatwick den första flygplatsen med en landningsbana som hanterade mer än 40 miljoner passagerare årligen.

## Sabotage med drönare
Från kvällen den 19 december 2018 och under nästan 36 timmar så inkräktade minst två drönare vid upprepade tillfällen luftrummet över Gatwicks startbana. Av säkerhetsskäl ledde detta till att flygtrafiken stoppades, varvid över 100.000 resenärer drabbades. Inga misstänkta förövare eller deras flygfarkoster kunde anträffas förrän två personer greps vid 23-tiden kvällen den 21 december.

## Galleri

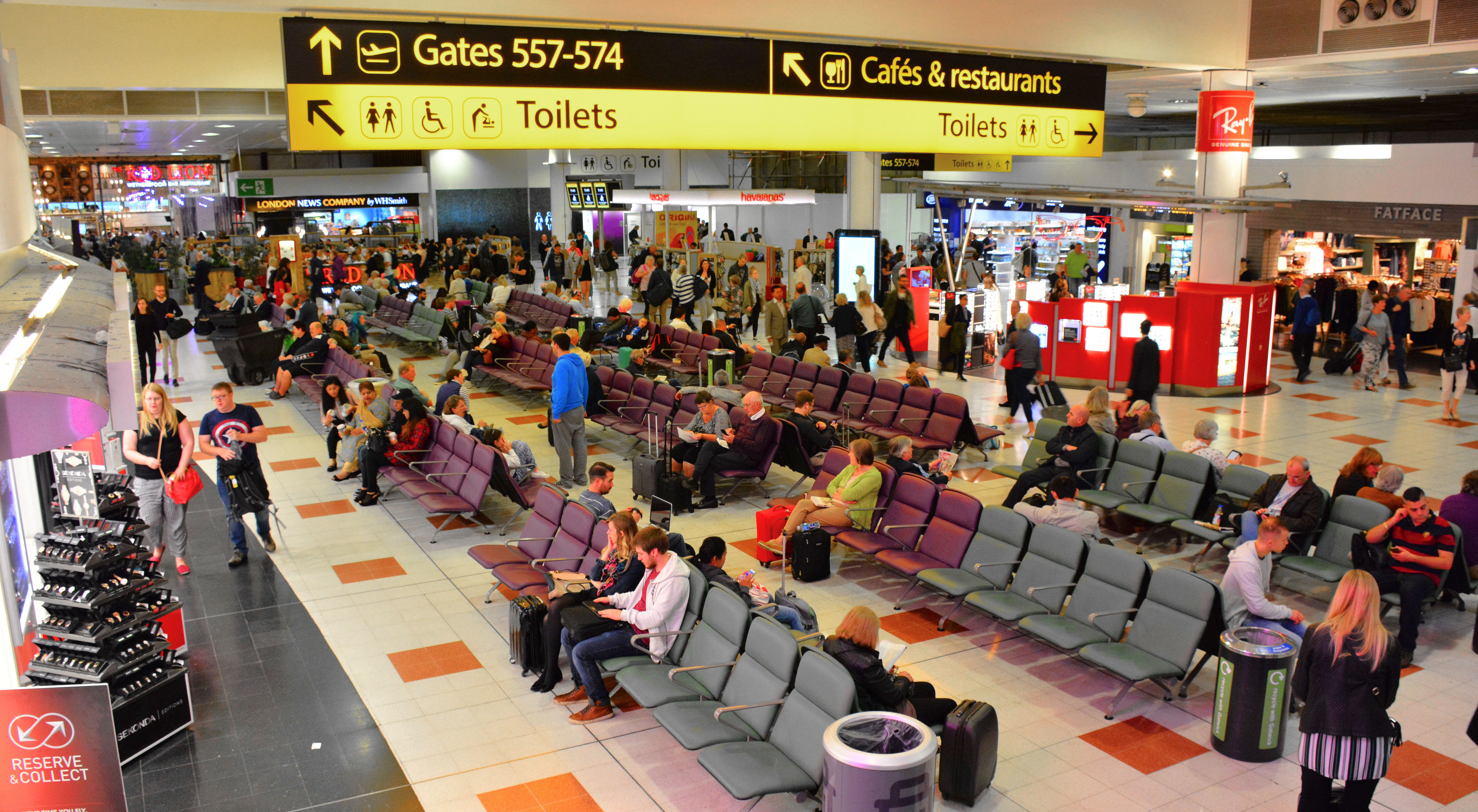
Terminal Nord.
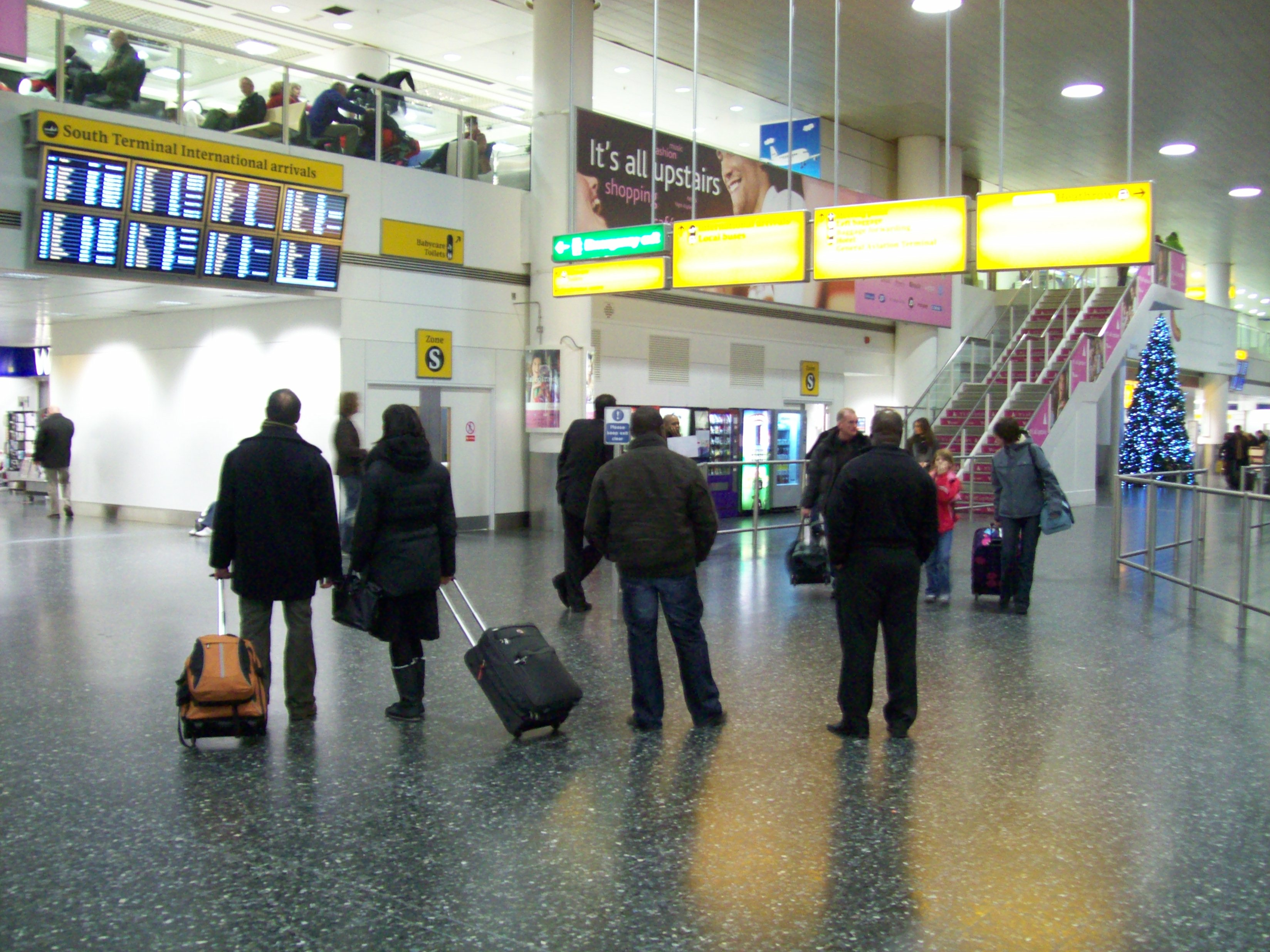
Terminal Syd.
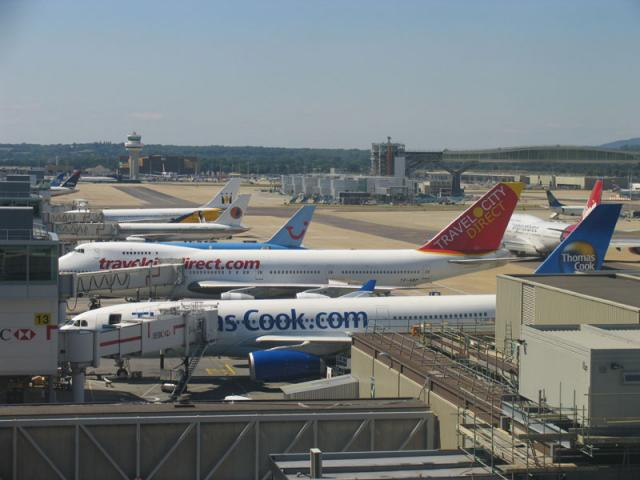
Flygplan parkerade vid terminal Syd.
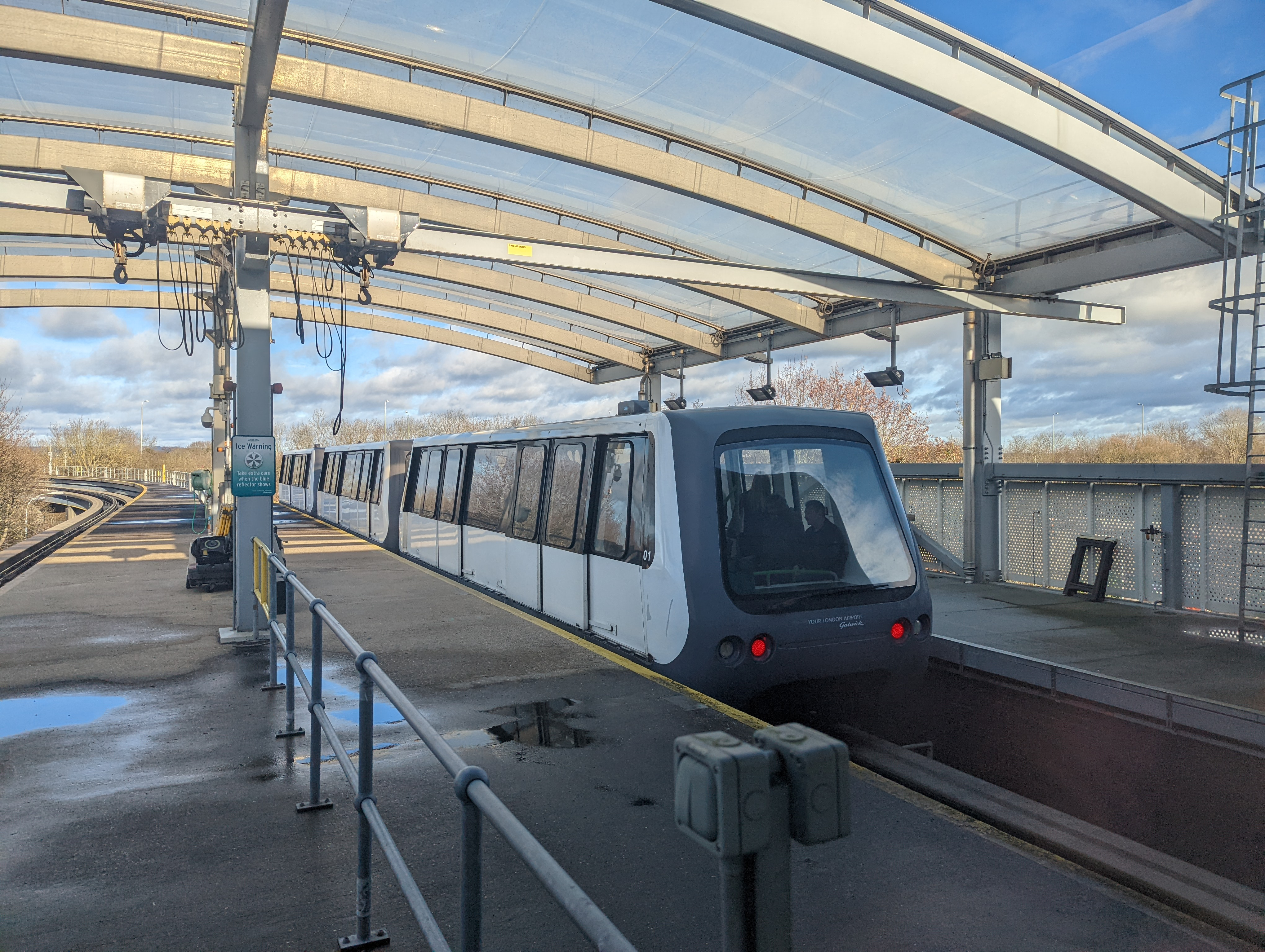
Minitåg förbinder Terminal Nord och Syd.
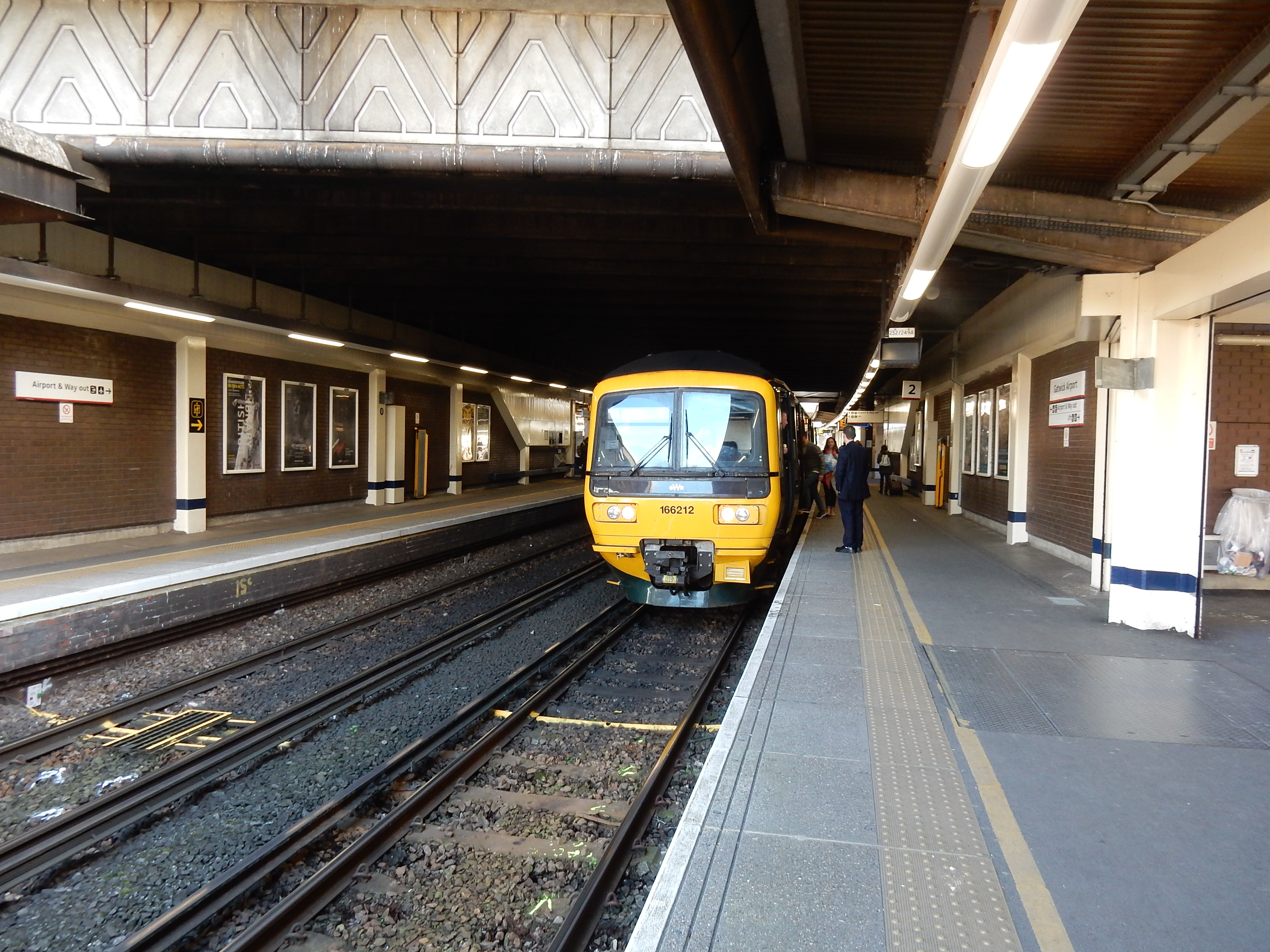
Gatwick Airport station.

## Transport
Gatwick förbinds med London via snabbtåg till London Victoria, men också med pendeltåg på linjen Horsham–London Bridge och regionaltåg till London Victoria från till exempel Brighton, Portsmouth och Hastings. Motorvägen M23 går också vid Gatwick.